# بیونیکل (مجموعه فیلم)
بیونیکل مجموعه‌ای ویدئویی از انیمیشن‌های اکشن علمی فانتزی رایانه‌ای است که بر اساس اسباب‌بازی به همین نام از کمپانی لگو ساخته شده‌است.
در مجموع چهار فیلم از این مجموعه اکران شده‌است. سه مورد اول از میرامکس به عنوان سه‌گانه اصلی، و بیونیکل: بازگشت افسانه از ان‌بی‌سی یونیورسال که به عنوان یک دنباله مستقل ساخته شد؛ داستان این فیلم در جهانی متفاوت و با شخصیت‌های جدید اتفاق می‌افتد، که قرار بود سری جدیدی از فیلم‌های این مجموعه را شروع کند، اما دنباله‌های آن در نهایت پس از توقف خط محصول «بیونیکل» در سال ۲۰۱۰ لغو شدند.

## فیلم‌ها
| فیلم                           | تاریخ انتشار (ایالات متحده) | کارگردان                | فیلمنامه                                     | تهیه کننده                      |             |
| سه‌گانه اصلی                    | سه‌گانه اصلی                 | سه‌گانه اصلی             | سه‌گانه اصلی                                  | سه‌گانه اصلی                     | سه‌گانه اصلی |
| ------------------------------ | --------------------------- | ----------------------- | -------------------------------------------- | ------------------------------- | ----------- |
| بیونیکل: نقاب روشنایی          | ۱۶ سپتامبر ۲۰۰۳             | تری شکسپیر دیوید مولینا | آلستر سوئنرتون هنری گیلروی و گرگ ویسمن       | سو شکسپیر جانیس راس استیگ بلیچر |             |
| بیونیکل ۲: افسانه‌های مترو نویی | ۱۹ اکتبر ۲۰۰۴               | تری شکسپیر دیوید مولینا | هنری گیلروی گِرگ کلاین تام پاگزلی الیوت گابرل | سو شکسپیر                       |             |
| بیونیکل ۳: تاری از سایه‌ها      | ۱۱ اکتبر ۲۰۰۵               | تری شکسپیر دیوید مولینا | برت متیوس                                    | سو شکسپیر باب تامپسون           |             |
| فیلم مستقل                     |                             |                         |                                              |                                 |             |
| بیونیکل: بازگشت افسانه         | ۱۵ سپتامبر ۲۰۰۹             | مارک بالدو              | شان کاترین دِرک گِرگ فارشتی (داستان)           | کریستی اسکنلِن و جاشوا وکسلر     |             |